# Aleksandr Dokturashvili
Aleksandr Dokturashvili, egentligen Aleksandre Dochturisjvili (georgiska: ალექსანდრე დოხტურიშვილი), född den 22 maj 1980 i Tbilisi, Georgien, är en uzbekisk brottare som tog OS-guld i welterviktsbrottning i den grekisk-romerska klassen 2004 i Aten. 